# Tetsari (Ort)
Tetsari ist ein osttimoresischer Ort im Suco Ulmera (Verwaltungsamt Bazartete, Gemeinde Liquiçá). Das Dorf liegt auf einem Berg in einer Meereshöhe von 705 m im Süden der Aldeia Tetsari. An der Überlandstraße von Nasuto nach Marlolo und Gamanuhati befinden sich nur ein paar einzeln stehende Häuser. Die kleine Hauptsiedlung liegt etwas südlich davon am Hang.